# 9226 Арімахіросі
9226 Арімахіроші (1996 AB1, 1980 WP1, 1993 OJ11, 9226 Arimahiroshi) — астероїд головного поясу, відкритий 12 січня 1996 року.
Тіссеранів параметр щодо Юпітера — 3,297.